# Neon the Unknown
Neon the Unknown (Tom Corbet) is een fictieve superheld, eerst gepubliceerd door Quality Comics, later door DC Comics. Hij verscheen voor het eerst, zoals the Red Bee, in Hit Comics #1. Zoals veel superhelden die werden beheerd door Quality Comics, werd hij opgekocht door DC comics.
Corbet was lid van het vreemdelingenlegioen. Terwijl hij een vijand achtervolgde door de woestijn, zijn totale unit stierf aan uitdroging. Hem zou hetzelfde te wachten staan, als hij geen magische oase had gevonden op het laatste moment. Tom Corbet dronk van het gloeiende water en veranderde in Neon the Unknown, met het vermogen om te vliegen en een energiestoot af te schieten vanuit zijn hand.
Op 7 december 1941, Neon werd gerekruteerd door Uncle Sam om bij de Freedom Fighters te komen samen met een paar andere superhelden van Quality Comics, en Pearl Harbor te beschermen van een Japanse aanval. Uncle Sam, Miss America, Hourman, Invisible Hood, Magno, Red Torpedo en Neon the Unknown vochten hevig, maar alle superhelden, op Uncle Sam na, stierven. Sinds dit alle helden die "stierven" zijn alweer levend, op Magno en Neon na.